# جو فاغنر
جو فاغنر (بالإنجليزية: Joe Wagner)‏ هو لاعب كرة قاعدة أمريكي، ولد في 24 أبريل 1889 في نيويورك في الولايات المتحدة، وتوفي في 15 نوفمبر 1948 في بروكلين في الولايات المتحدة.

## وصلات خارجية
- جو فاغنر على موقعبيزبول رفرنس.كوم (الدوري الرئيسي) (الإنجليزية)
- جو فاغنر على موقعبيزبول رفرنس.كوم (الدوري الثانوي) (الإنجليزية)